# ザッツ・ディズニーテイメント
『ザッツ・ディズニーテイメント』(That's Disneytainment)とは、2004年4月27日～7月14日 にかけて東京ディズニーシーのウォーターフロントパークで開催されたスペシャルイベントである。イベントタイトルの「ディズニーテイメント（Disneytainment）」は「ディズニー（Disney）」と「エンターテイメント（Entertainment）」を組み合わせた造語。
このイベントは昼と夜で公演内容が異なり、昼の公演は『ウィズ・ミッキー』(With Mickey)、夜の公演には『アフターダーク』(After Dark)というサブタイトルが付き、それぞれ『ショー・ビズ・イズ』(Show Biz Is)と『スターライト・ジャズ』(Starlight Jazz)というステージショーが公演される。

## 概要

### ウィズ・ミッキー （With Mickey）
正式名称は『ザッツ・ディズニーテイメント・ウィズ・ミッキー』(That's Disneytainment with Mickey)。

#### "ショービズ・イズ" featuring ミッキーマウス
夜の『スターライト・ジャズ』(後述)とは異なり、キャラクターを前面に押し出したショーとなっている。内容は「ミッキーとその仲間達がショービジネスの素晴らしさを紹介する」という内容。途中、サーカスのシーンではアクロバットを繰り広げる大道芸が見られたり、クライマックスのシーンではミッキーマウスによるドラム演奏が行われる。
また、このショーでは『フーレイ・フォー・ハリウッド』や『シング・シング・シング』など、ディズニーオリジナル曲ではない曲も多数使われている。
公演情報
- 公演回数：1日3回
- 公演時間：約25分
- 公演場所：ウォーターフロントパーク
- 出演者数：約50名
- 出演キャラクター（ショーでの役職）：ミッキー（座長兼スーパースター）、ミニー（可憐な大女優）、チップ&デール（大道芸の天才）、グーフィー（世界一のマジシャン）、ドナルド（ハチャメチャなコメディアン）

使用楽曲と構成
1. オープニング 
  - ショー・ビズ・イズ (Show Biz Is)
2. トランジッション
  - ショー・ビズ・イズ (Show Biz Is)
  - 剣闘士の入場 (Entry Of The Gladiators)
  - オーバー・ザ・ウェーブ (Over The Waves)
3. サーカス（大道芸）：一輪車やボールなどのジャグリング、シーソーを使ったアクロバットなどを披露。チップ&デールもディアボロを披露[1]。
  - ジョイン・ザ・サーカス (Join The Circus)
  - ショー・ビズ・イズ (Show Biz Is)
  - ウインター・ゲーム (Winter Game)
4. プレイ・オフ
  - ジョイン・ザ・サーカス (Join The Circus)
  - ショー・ビズ・イズ (Show Biz Is)
5. 映画の世界：無声映画からミュージカル作品への移り変わりが再現[1]。
  - フーレイ・フォー・ハリウッド (Hooray For Hollywood)
  - ショー・ビズ・イズ (Show Biz Is)
  - 雨に歌えば (Singin' In The Rain)
  - ほほよせて (Cheek To Cheek)
  - シルクハットにえんび服 (Top Hat)
6. マジック：グーフィーとドナルドのマジック対決[1]。
  - グーフィーのマジック (Goofy's Magic)
7. ソング＆ダンス：『シング・シング・シング』ではミッキーがドラム演奏[1]。
  - レット・ミー・ダンス・フォー・ユー (Let Me Dance For You)
  - シング・シング・シング (Sing Sing Sing)
8. フィナーレ
  - ショー・ビズ・イズ (Show Biz Is)
9. チェイサー
  - ショー・ビズ・イズ (Show Biz Is)

### アフターダーク （After Dark）
正式名称は『ザッツ・ディズニーテイメント・アフターダーク』(That's Disneytainment After Dark）。

#### スターライト・ジャズ
このショーは昼の『ショー・ビズ・イズ』とは異なり、一切キャラクターの出演は行われず、バンドによる生演奏、歌手による生歌、ダンサーによるレヴューショーが繰り広げられる。
『スターライト・ジャズ』公演の前後、合間にジャズバンドやボーカルグループがステージに登場し、ジャズナンバーの生歌、生演奏が行われた。
『アフターダーク』開催中は、会場であるウォーターフロントパークにてアルコール飲料の特別販売が行われた。アルコール飲料は瓶で販売され、空き瓶を返却すると引き換えにオリジナルステッカーをもらえる。
公演情報（メインショー）
- 公演回数：1日2回
- 公演時間：約25分
- 公演場所：ウォーターフロントパーク

演奏
スターライトジャズの公演前後,合間に登場したグループ。同日に全グループが登場するわけではない。
- ジャズピアノ・トリオ

スターライトジャズではバックバンドのリズムセクションも勤めるピアノ、ウッドベース、ドラムスの3人組。演奏メンバーは日によって異なる。
- 東京ディズニーシー・マリタイムバンド

白いタキシードを着て出演した。
- スタテンアイランド・ラグタイムバンド

男性は黒いタキシード,女性は白いドレス。楽器構成がボーカル(女性)、ウッドベース、クラリネット、ギターと、スタテンアイランド・ラグタイムバンドでの出演時とは異なる。
- ドッグサイドポーターズ

黒いタキシードを着て出演した。
- スターライトジャンクション

女性4人のジャズボーカル・グループ。2004年5月22日、2004年6月19日、2004年7月3日に特別ライヴを開催した。
使用楽曲
以下の使用楽曲は、『スターライト・ジャズ』のもの。こちらのショーでもディズニーオリジナル曲ではないスタンダードジャズナンバー曲が多数使われている。
1. オープニング
  - ジャンピン・アット・ザ・ウッドサイド (Jumpin' At The Woodside)
2. MC （ジャズについての説明。英語。CDには未収録）
  - スターライト・ジャズ (Starlight Jazz)
3. ブルース
  - ブルース・イン・ザ・ナイト (Blues In The Night)
4. コットンクラブ・メドレー
  - ディガ・ディガ・ドゥー (Diga Diga Doo）
  - キャラバン (Caravan)
  - 粋なご婦人 (Sophisticated Lady)
  - タキシード・ジャンクション (Tuxedo Junction)
5. ゲスト参加
  - A列車で行こう (Take The A Train)
6. フィナーレ
  - スウィングしなけりゃ意味がない (It Don't Mean a Thing (If It Ain't Got That Swing))
7. チェイサー
  - スターライト・ジャズ (Starlight Jazz)

### "ザッツ・ディズニーエンターテイメント"ナイトパスポート
スペシャルイベント開催中の平日のみ利用できる食事券付きのパークチケット。
- 利用可能期間：2004年7月14日までの月曜日から金曜日（祝祭日を除く）
- 入園可能時間：午後5時から
- チケット料金：3,800円（大人、中人、小人均一料金）